# Хасан ибн Талал
Хасан ибн Талал (род. 20 марта 1947, Амман, Иордания) — иорданский принц из династии Хашимитов, наследный принц Иордании с 1965 по 1999 год, младший сын короля Талала ибн Абдаллы, младший брат короля Хусейна ибн Талала. Регент королевства Иордании в 1999 году, во время лечения короля Хусейна.

## Биография
Принц Хасан сначала получил образование в Аммане. Затем он учился в школе Сандройд в Уилтшире , а затем поступил в школу Summer Fields в Оксфорде, затем в школу Харроу в Англии, затем в Крайст-Черч, колледж Оксфордского университета [1], где он получил степень бакалавра с отличием в области востоковедения. Хасан свободно говорит на арабском, английском, французском и немецком языках. Он владеет турецким и испанским языками на рабочем уровне и изучал иврит в университете. 
В 1968 году принц Эль-Хасан женился на Сарват аль-Хассан, дочери пакистанского политика и дипломата Мохаммеда Икрамуллы, и пакистанско-бенгальской женщины-политика, дипломата и автора книг на урду Бегум Шайсте Сухраварди Икрамулле. Впервые они встретились в Лондоне в 1958 году, когда оба были подростками.
1 апреля 1965 года был назначен наследным принцем, в связи с поправками в конституцию. В 1998 году из-за того, что Хусейн ибн Талал болел раком, он наделил Хасана полномочиями регента. Хасан стал укреплять собственную власть. Он попытался изменить высшую военную иерархию. Это не понравилось королю Хусейну, поэтому он начал вести переговоры с Хасаном. Король Хусейн предложил, что когда Хасан станет королем, наследным принцем станет Хамза ибн Хусейн. Таким образом гарантировать, что линия преемственности не переключится на линию Хасана. Однако жена Хасана наложила вето на предложение. Тогда Хусейн заменил Хасана на своего старшего сына Абдаллу, в качестве наследного принца.
Хасан ибн Талал за свою жизнь работал во многих организациях. Например, он является основателем Королевского научного бюро Иордании. Так же он является покровителем межрелигиозного Института Вульфа в Кембридже, Великобритания.
В браке родилось четверо детей:
- Принцесса Рахма (род. 13 августа 1969 г.)
- Принцесса Сумайя (род. 14 мая 1971 г.)
- Принцесса Бадия (род. 28 марта 1974 г.)
- Принц Рашид (родился 20 мая 1979 г.)

## Награды
- Кавалер орденской цепи Хусейна ибн Али
- Кавалер Большой звезды специального класса ордена Возрождения
- Рыцарь ордена Хашимитской звезды
- Кавалер Большой ленты ордена Государственного столетия (2021)
- Кавалер Большого креста с золотой звездой почётного знака «За заслуги перед Австрийской Республикой» (Австрия)[3]
- Командор со звездой ордена Заслуг (Венгрия, 2016)[4]
- Кавалер Большого креста ордена «За заслуги перед Итальянской Республикой» (Италия, 26.11.1983)[5]
- Кавалер Большой ленты ордена Защитника Королевства (Малайзия)[6]
- Кавалер Большого креста ордена Оранских-Нассау (Нидерланды)
- Коронационная медаль короля Виллема-Александра (Нидерланды)
- Кавалер Большого креста ордена Заслуг перед Республикой Польша (Польша, 2016)[7]
- Кавалер Большого креста ордена Карлоса III (Испания, 1977)[8]
- Кавалер Большого креста ордена Полярной звезды (Швеция)
- Памятная медаль к 70-летию короля Швеции Карла XVI Густава (Швеция, 30 апреля 2016 года)
- Большая лента специального класса ордена Благожелательных облаков